# 1115년

## 연호
- 북송(北宋) 정화(政和) 5년
- 요(遼) 천경(天慶) 5년
- 금(金) 수국(收國) 원년
- 일본(日本) 에이큐(永久) 3년
- 서하(西夏) 옹녕(雍寧) 2년
- 리 왕조(李朝) 호이뜨엉다이카인(會祥大慶) 6년

## 기년
- 북송(北宋) 휘종(徽宗) 15년
- 요(遼) 천조제(天祚帝) 15년
- 금(金) 태조(太祖) 원년
- 고려(高麗) 예종(睿宗) 10년
- 서하(西夏) 숭종(崇宗) 30년
- 리 왕조(李朝) 인종(仁宗) 44년

## 사건
- 여진, 금나라 세움

## 사망
- 7월 8일 - 은자 피에르, 십자군을 선동했던 중세 유럽의 한 광신도. (은자 피에르의 죽음에는 여러모로 애매한 점이 많다. 은자 피에르 항목과 롱기누스의 창 항목 참조.)